# ТАРГЕТ2
ТАРГЕТ2 (енгл. Trans-European Automated Real-time Gross Settlement Express Transfer System) је систем бруто плаћања у реалном времену (РТГС) који се користи за поравнање међуграничних и унутрашњих плаћања унутар Eврозоне. Креатор и управљачка снага ТАРГЕТ2 система је Евросистем, који се састоји од Европске централне банке (ЕЦБ) и националних централних банака земаља чланица Eврозоне. ТАРГЕТ2 се заснива на интегрисаној централној техничкој инфраструктури, названој Јединственa заједничкa платформa (енгл. Single Shared Platform(SSP)). Оператори, ове платформе, су три централне банке земаља чланица Eврозоне:
- Француска централна банка (Banque de France),
- Италијанска централна банка (Banca d'Italia),
- Немачка централна банка (Deutsche Bundesbank).

Овај платни систем има кључну улогу у финансијској инфраструктури Eврозоне, омогућавајући сигуран и ефикасан обрачун плаћања. Доприноси свеукупној стабилности финансијског система и подржава несметано функционисање прекограничне трговине и финансијских активности унутар Eврозоне. ТАРГЕТ2 ступа на снагу у новембру 2007. године, при чему долази до замењивања првобитног платног система Европске монетарне уније, ТАРГЕТ-а, који је био оперативан од 1999. године.

## Историјски догађаји
- Кретање ка интегрисаном Европском финансијском тржишту: Од оснивања Европске економске заједнице (EEC) 1958. године[4], тежило се ка интегрисаном Европском финансијском тржишту.
- Увођење евра 1999. године.
- Промена готовине у земљама Еврозоне 2002. године.
- Увођење ТАРГЕТ-а: Од великог значаја је било успостављање платног система централне банке великих вредности ТАРГЕТ. То је био саставни део увођења, нове валуте, евра. Омогућио је брзу интеграцију тржишта новца Еврозоне.
- ТАРГЕТ2 имплементација: Операција је почела 19. новембра 2007. године. Успешна интеграција прве групе земаља 2007. године, што потврђује поузданост Јединствене заједничке платформе (ССП). Накнадна интеграција у фебруару и мају 2008. за остале земље Еврозоне.
- Проширење ТАРГЕТ2 чланства: Словачка се придружила 1. јануара 2009; Бугарска се придружила у фебруару 2010; Румунија се придружила 4. јула 2011; Хрватска се придружила у фебруару 2016.

## Карактеристике
ТАРГЕТ2 функционише на  основи РТГС система, обезбеђујући да се свака трансакција измирује појединачно и у реалном времену. Ова функција омогућава тренутно и коначно поравнање средстава. Једна од примарних сврха ТАРГЕТ2 је да олакша прекогранична плаћања међу банкама земаља чланица Еврозоне. Поједностављује и побољшава ефикасност међународних финансијских трансакција. ТАРГЕТ2 је централизовани систем плаћања, којим заједнички управљају ЕЦБ и националне централне банке земаља чланица Еврозоне. Ова централизована структура промовише униформност и доследност у процесу поравнања.  Систем игра кључну улогу у управљању ликвидношћу за банке учеснице. Нуди приступ кредитима, омогућавајући банкама да ефикасно управљају својим позицијама ликвидности. Све земље Еврозоне су део ТАРГЕТ2 система, са одговарајућим централним банкама које су повезане са платформом. Ова инклузивност омогућава и централним и комерцијалним банкама да учествују. ТАРГЕТ2 је блиско интегрисан са монетарном политиком и операцијама управљања ликвидношћу Евросистема. Ова интеграција обезбеђује усклађивање са ширим циљевима монетарне политике у оквиру Еврозоне. Рад ТАРГЕТ 2 је предмет надзора од стране ЕЦБ, а регулисан је како би се осигурала сигурност и ефикасност платног система. Ригорозан надзор је од суштинског значаја за одржавање стабилности и интегритета финансијског система.

## Циљеви
ТАРГЕТ2 поставља следеће циљеве: 
- Банкарске трансакције учинити лакшим и ефикаснијим, чиме би се допринело стабилности евра;
- Смањити системски ризик, минимизирајући немогућност испуњавања обавеза, које преузима један учесник у систему, а које би могле блокирати цео систем;
- Обезбедити, спровођење хомогеног преноса импулса монетарне политике и oдржив интегритет и ефикасност међудржавних трансакција у еврима.